# Wielgolas-Leśniczówka
Wielgolas-Leśniczówka – osada leśna w Polsce położona w województwie mazowieckim, w powiecie pułtuskim, w gminie Obryte.